# Kanton Marseille-11
Der Kanton Marseille-11 ist ein französischer Wahlkreis im Département Bouches-du-Rhône in der Region Provence-Alpes-Côte d’Azur. Er hat 74.337 Einwohner (Stand: 2022) und umfasst einen Teilbereich der Gemeinde Marseille. Bei der landesweiten Neuordnung der französischen Kantone wurde er 2015 neu geschaffen.

## Gemeinden
Der Kanton besteht aus einem Teil der Stadt Marseille mit insgesamt 74.337 Einwohnern (Stand: 2022):

## Politik
| Vertreter im Departementrat | Vertreter im Departementrat      | Vertreter im Departementrat |
| Amtszeit                    | Namen                            | Partei                      |
| --------------------------- | -------------------------------- | --------------------------- |
| 2015–                       | Solange Biaggi Maurice Di Nocera | UD                          |